# Maji (socken i Kina, Shandong)
Maji (kinesiska: 马集乡, 马集) är en socken i Kina. Den ligger i provinsen Shandong, i den östra delen av landet, omkring 47 kilometer sydväst om provinshuvudstaden Jinan. Antalet invånare är 37 526. Befolkningen består av 18 204 kvinnor och 19 322 män. Barn under 15 år utgör 22,0 %, vuxna 15-64 år 68 %, och äldre över 65 år 8,0 %.
Genomsnittlig årsnederbörd är 814 millimeter. Den regnigaste månaden är juli, med i genomsnitt 274 mm nederbörd, och den torraste är januari, med 7 mm nederbörd.